# 津波堆積物

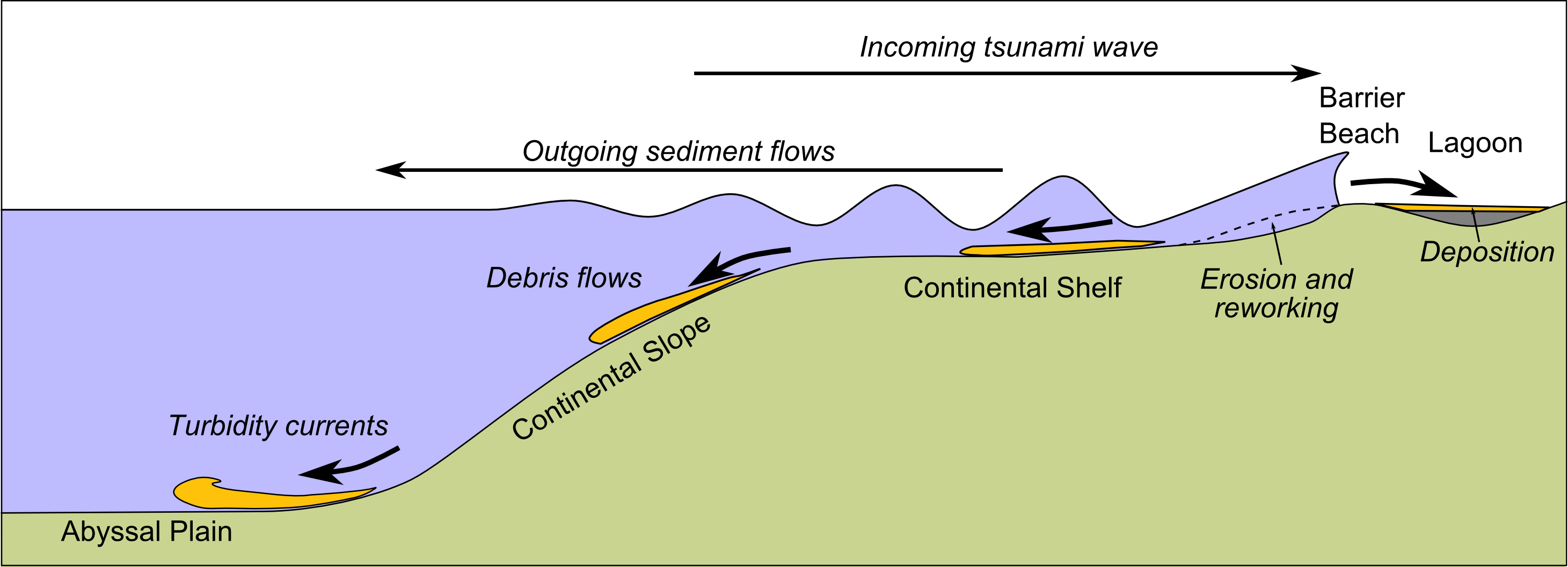
津波堆積物の生成を示す図

津波堆積物（つなみたいせきぶつ、英語tsunami deposit ; tsunamiite ;tsunami-related sediments）は、タービダイトの一種で、大規模な津波によって、海底から巻き上げられた泥・砂・礫などの砕屑物や生物遺骸が水底（海底、湖底）や陸上に堆積してできた堆積物である。津波堆積物の生成年代を決定することにより、過去の津波の襲来時期や押し寄せた範囲を明らかにすることができるが、堆積物の分布と浸水範囲は一致するとは限らない。

## 概要
津波の成因によって、地震によるもの、火山爆発によるもの、隕石落下によるものがある。寄せ波によって陸上や沿岸湖沼に運び上げられたもののほかに、引き波によって海底に引き込まれたものも津波堆積物ということができる。しかし、台風などの気象現象による高波や洪水の痕跡との識別は難しい。

## 堆積物研究
研究の歴史は浅く、日本では1983年日本海中部地震を契機として始まった。1980年代後半以降、多くの研究者によって精力的な研究が行われ、知見が蓄積されている。堆積物の解析とは、年代特定と津波規模の特定が主目的となり、年代を特定するために古生物学、考古学の視点、堆積物形成のプロセスを理解するためには地質学、地形学、地球物理学、津波工学、堆積学、流体力学などからの複合的視点が必要である。
過去数千年間の歴史に残っていない津波を知るためには、近代的地震観測が行われた以降の地震や、発生直後の調査によってどの様な堆積が行われたのかを知ることが重要で、陸上での発掘やジオスライサーによる堆積地層サンプルの採取が行われる。
津波による堆積物と判断するための根拠は大きく分け下記の5つであるが、全ての堆積物に適用できる基準は存在していない。
1. 砂層の分布範囲が広い。
2. 歴史記録と年代が一致する。
3. 特徴的な堆積構造がある。（礫の整列方向[7]）
4. 地殻変動を伴う。
5. 特徴的な構成粒子を伴う。

これらのうち、複数の組合せ或いは単独により判断が行われる。更に、堆積物中の水溶性イオンの分析により津波浸水域であるかの判別を正確に行う事が可能である。
その結果、蓄積されたデータを多角的に利用したシミュレーションを行い、発生した津波の規模（波高、流速、遡上範囲）から地震の規模を明らかにすることで、減災・防災に役立てる事が可能になる。日本においては、南海トラフ巨大地震の被災地域（西日本）では津波の古記録が多く残るのに対して、古文書があまり伝わっていない北海道・東北地方の津波発生史を解明するために有力な手段となっている。  
解析を行う上での課題とは、
- 年代決定には主に放射性炭素年代測定法が用いられるが、堆積物中の遺骸が形成された年代と津波の発生年代は同じであるとは限らない。
- 堆積後に気象現象による洪水、高波、生物の活動、人間の経済活動による破壊などがあり攪乱される[5]。
- 津波由来であることの判断は、台風や洪水などの可能性を否定し消去法で行われている[12]。

### 年代判定
年代判定は堆積物に埋められた陸上植物の遺骸や、堆積物中に内包するサンゴや貝類などの生物遺骸を利用した年代推定が行われる。また、海岸に打ち上げられた津波石も利用される事があり、岩石が満潮線よりも高い位置に移動した場合には表面に付着しているサンゴや貝類などの活動が停止するため、放射性炭素年代測定を行う事で津波（離水）が生じた年代を求める事が可能になる。

## 日本における研究
日本における研究は、産業技術総合研究所の海溝型地震履歴研究グループを中心に大学の研究室などで行われ、数々の知見が蓄積されている。更に、2014年度には文部科学省の『災害の軽減に貢献するための地震火山観測研究計画』により津波浸水履歴情報の作成が進められている。
特に南海トラフ沿いの地震による津波被害が1000年以上も前から歴史文献に残るため、原子力発電所立地地域の周辺や太平洋側の調査が行われてきた。しかし、2011年の東北地方太平洋沖地震（東日本大震災）以前の調査では南海トラフ沿い太平洋側地域に調査地点が偏り、福島県や宮城県で日本海溝沿い巨大地震（貞観地震）の痕跡を2011年以前に見つけていながら津波減災に生かすことができなかったことを教訓として、日本国内の沿岸各地で発掘調査が行われている。更に、従来はほとんど調査が行われていなかった日本海側でも日本海地震・津波調査プロジェクト等により、調査が進行中である（2014年時点）。一方、千島海溝沿いの地震は松前藩入植以前の歴史記録は極めて少なく且つアイヌ口承では発生年代を特定できなかったが、多くの研究者による火山層序、堆積物の精力的な研究の結果、津波痕跡から十勝沖から千島沖までが連動する「500年間隔地震」が発生していた可能性を指摘するに至った。
2020年4月21日に内閣府の「日本海溝・千島海溝沿いの巨大地震モデル検討会」が公表した津波とその被害規模の想定は、津波堆積物の研究に基づいている。

### 調査地の例

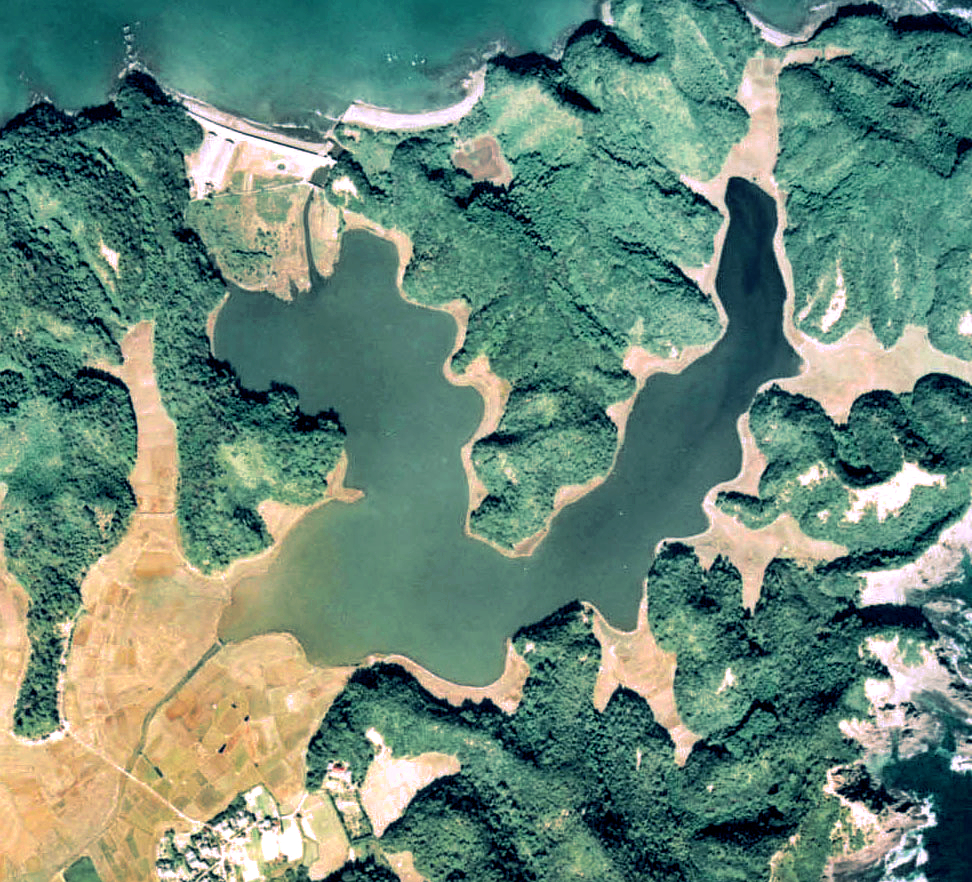
徳島県海部郡海陽町の海老ヶ池。普段は海水流入が無く、津波の時に流入する地形の典型例。

海底で発生する大規模な地震により生じた堆積物調査が行われる地点は、普段は潮汐や高波の影響を受けず、生物や人間による攪乱の影響を受けにくい海岸段丘面上、後背湿地（溢れた氾濫水が河川への排水を妨げられ長期間滞水する）な湖沼などが選定される。原子力発電所の立地や再稼働に伴う調査、水田や住宅地などでは工事に伴い実施されることがある。しかし、内湾である大阪湾、伊勢湾、東京湾では、人間による攪乱により堆積物の破壊が進んでいるため行われない。
日本国内
- 南海トラフ・相模トラフ地震
  - 大分県佐伯市米水津間越龍神池、高知県須崎市ただす池[32]
  - 高知県 - 土佐湾蟹ヶ池[31]、過去6000年間の履歴が残る[33]
  - 徳島県 - 田井ノ浜の池[34]、阿南市蒲生田大池[35]、海老ヶ池[36]
  - 和歌山県 - 友ヶ島深蛇池[37]
  - 三重県尾鷲市 - 須賀利浦大池[37]
  - 静岡県浜名湖[38]や湖西市 - 遠州灘沿岸低地[39]、伊豆半島南端の入間[40]
  - 神奈川県鎌倉市材木座海岸および由比ヶ浜、三浦市毘沙門[41]、三浦半島小網代湾[42]
  - 三重県度会郡南伊勢町 - 座佐池 [43]
  - 鳥羽市相差宇塚 [44]
- 日本海溝地震
  - 千葉県九十九里海岸沿岸 - 白子町、長生村、九十九里町[45]、山武市蓮沼海岸
  - 宮城県 - 仙台平野
  - 岩手県 - 宮古湾、大槌湾、吉里吉里湿地、大船渡市碁石浜[46]

- 日本海東縁変動帯での地震[47]
  - 北海道 - 積丹半島、奥尻島
  - 青森県 - 十三湖[48]
  - 秋田県[49]
  - 山形県 - [47]
  - 新潟県 - 佐渡島加茂湖[50]
  - 福井県、京都府 - 若狭湾[50][51]
  - 島根県 - 益田市[52]

## 事例
多くの津波堆積物研究によって過去の巨大津波の存在が明らかにされてきた。

### 日本国内
- 石垣島東海岸の津波石群
- 北海道大学の平川一臣ら、および政府の地震調査委員会によって行われた宮城県気仙沼市大谷海岸の調査によると、過去6000年間に紀元前4〜3世紀頃、4〜5世紀頃、869年の貞観地震、15世紀頃、2011年の東北地方太平洋沖地震の5回、三陸地方から房総半島にかけて約600年周期で海溝型地震と津波が起こったとされる[54][55]。
- 2013年10月31日、岩沼市教育委員会は仙台空港南側の海岸から1.2kmの東日本大震災の復興工事現場の深さ1メートルの地層で、東北地方太平洋沖地震と放射性炭素年代測定による貞観地震、慶長三陸地震と考えられる津波痕跡の3つの堆積層を見つけたと発表した[56]。東北地方太平洋沖地震の発生後、仙台平野の貞観地震による堆積物[57]が注目されたが、論文が発表された1990年の時点[58]で津波堆積の研究は重要視されていなかった。

### 日本国外
- ノルウェー沖での津波堆積物の調査により、紀元前6100年にストレッガスライドと呼ばれる巨大海底地すべりが起き、内陸80kmまで達する津波があったことが解明されている[59][60]。
- チリ沿岸の湿地で過去約2000年間の地層から、津波堆積物の層や地盤の沈降による環境変化で堆積した砂層を8層発見。堆積物の放射性炭素年代測定から、チリ沖でマグニチュード9規模の巨大地震がおよそ300年間隔で発生していることが明らかにされた[61]。また、日本、タイ、アメリカ合衆国、オーストラリアの国際共同調査により、タイ南部の沿岸湿地で、過去約2500年間の地層中から巨大津波によって形成された津波堆積物の地層が4層発見された[62]。
- 2004年スマトラ島沖地震後の国際共同調査団により、タイ南部のインド洋沿岸で、過去約2500年間の地層中から4層の津波による地層を発見した[63]。
- カスケード沈み込み帯で発生した地震による津波が過去約1万年間に41回分[64]が採集された。最新の津波は、1700年1月26日カスケード地震。